# Рушавил (Индијана)
Рушавил (енгл. Russiaville) град је у америчкој савезној држави Индијана.

## Демографија
По попису из 2010. године број становника је 1.094, што је 2 (0,2%) становника више него 2000. године.
| Група             | 2000.         | 2010.         |
| Белци             | 1.074 (98,4%) | 1.068 (97,6%) |
| Афроамериканци    | 0 (0,0%)      | 2 (0,2%)      |
| Азијати           | 2 (0,2%)      | 2 (0,2%)      |
| Хиспаноамериканци | 14 (1,3%)     | 14 (1,3%)     |
| Укупно            | 1.092         | 1.094         |